# Ronald Pettersson

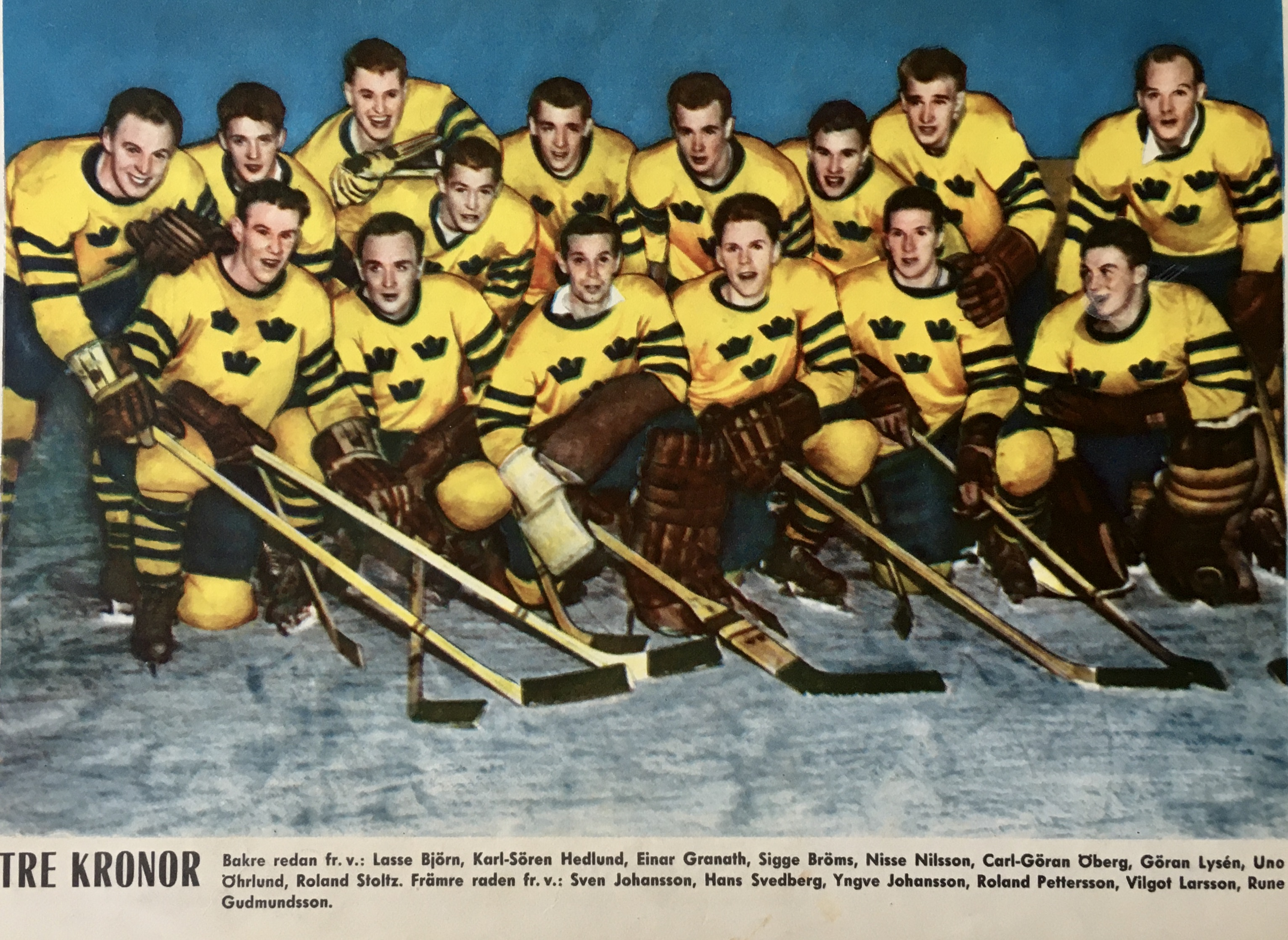
Tre Kronor i november 1958, från vänster, stående: Lasse Björn, Karl-Sören Hedlund, Einar Granath, Sigge Bröms, Nisse Nilsson, Carl-Göran "Lill-Stöveln" Öberg, Göran Lysén, Uno "Garvis" Öhrlund, Roland "Rolle" Stoltz; främre raden: Sven "Tumba" Johansson, Hasse Svedberg, Yngve Johansson, Roland "Sura-Pelle" Pettersson, Vilgot "Ville" Larsson och Rune Gudmundsson.

Erik Ronald "Sura-Pelle" Pettersson, född 16 april 1935 i Sura församling, Surahammar, Västmanland, död 6 mars 2010 i Göteborg, var en svensk ishockeyspelare i bland annat Västra Frölunda IF under 1960-talet. Han var svensk förbundskapten i ishockey under VM-turneringarna 1974/1975 och 1975/1976. Han har erhållit Stora Grabbars Märke nummer 50.
Bland Petterssons idrottsliga meriter märks två världsmästartitlar 1957 och 1962, VM-silver 1963 och 1967 samt OS-silver 1964. Han ingick i den legendariska så kallade ungdomskedjan tillsammans med Nils "Dubbel-Nisse" Nilsson och Lars-Eric Lundvall.

## Biografi

### Surahammars IF
Ronald Pettersson började sin karriär som bandymålvakt i Surahammar. Han kallades under denna tid för "Colman" efter skådespelaren Ronald Colman. Han avslutade sin bandykarriär i den 7 februari 1955 då Surahammars IF mötte Västerås IK, då hade han lämnat målet för att bli utespelare. Han blev Surahammars ende målskytt i förlustmatchen med 1-5. Han spelade även fotboll med Surahammars IF under denna period och var med och förde upp laget till division 2.
Under 1950-talet började han spela ishockey för Surahammars IF som back i den svenska andradivisionen. Han var med och förde upp Surahammar till högsta divisionen 1952. Han debuterade i Tre Kronor under säsongen 1953/54 mot Norge (Svensk vinst med 10-0) som backpartner åt Bertz Zetterberg från Djurgården Hockey. Sin första stora internationella turnering gjorde Pettersson 1955 vid VM i Krefeld. Han var uttagen som reservback och svarade för ett mål på de åtta matcherna han spelade.

### Södertälje SK och landslaget
Under denna period arbetade Ronald Pettersson i Surahammars bruk men i samband med sin militärtjänstgöring i flottan lockades han till spel med Södertälje SK 1955. Det var nu han blev Ronald ”Sura-Pelle” Pettersson och formades om till forward. Han spelade i andra kedjan tillsammans med Lars-Eric Lundvall och Tore Sundin. Debutsäsongen i SSK blev lyckosam genom SM-guld 1955/1956. Hans bästa säsong i SSK blev säsongen 1957/58 då Pettersson vann Division 1:s skytteliga före Hans "Stöveln" Öberg i Gävle GIK.
Pettersson deltog med Tre Kronor i OS 1956 i Cortina d'Ampezzo i Italien. Sverige kom fyra i turneringen, vilket innebar en silvermedalj i EM. I efterföljande VM 1957 vann Sverige VM-guld och ”Sura-Pelle” Pettersson blev näst bäste målskytt i Sverige med nio mål, bakom kedjekamraten Nils Nilsson som gjorde 10 mål. I landslaget hade man nu format en fruktad anfallstrio, kompletterad med Lasse Lundvall, som kallades "undgdomskedjan". 

### Västra Frölunda och IFK Göteborg
1960 erbjöds Ronald Pettersson och Lars Eric Lundvall ett kontrakt med dåvarande division 2-klubben Västra Frölunda IF. I avtalet ingick ett kontrakt som bensinmacksföreståndare på en mack invid Ullevi, ett jobb som de drev tillsammans under en tid. Dessutom ingick det i avtalet en överenskommelse om allsvenskt spel i fotboll med IFK Göteborg. Totalt blev det 14 allsvenska matcher i IFK Göteborg 1960-61.
Efter seger i division 2, med målrekord av Ronald Pettersson, gick Västra Frölunda upp i högsta serien säsongen 1961/1962 och där slutade laget tvåa. Han vann åter skytteligan för högsta divisionen 1967.
Ronald "Sura-Pelle" Pettersson deltog i tretton VM i rad, 1955 till 1967. 1962 vann Sverige åter VM-guld med Pettersson som kapten för laget. Han gjorde under turneringen tre mål. Under tre av Tre Kronors VM-turneringar blev han lagets bästa målskytt: 1959 i Tjeckoslovakien, 1961 i Schweiz och 1965 i Finland. Totalt blev det 252 landskamper för Pettersson, vilket placerar honom på fjärde plats bland de som spelat i Tre Kronor, se 200-klubben. Under dessa 252 landskamper gjorde han 99 mål i Tre Kronor, vilket placerar honom på tredje plats bland alla tiders målskyttar.
1965 vinner han sitt första SM-guld med Västra Frölunda.
"Sura-Pelle" Pettersson skadades allvarligt i fotleden då han fastnade i isen i en match mot Västerås 1967. Pettersson valde att avsluta sin aktiva karriär efter den olyckan då skadan aldrig läkte ut.

### Tränare
Efter några år som tränare för Västra Frölunda och för Sveriges juniorlandslag i herrishockey åren 1968 till 1974, blev Pettersson förbundskapten för Tre Kronor säsongerna 1974/1975-1975/1976. Han var också förbundskapten för Norges landslag 1978.

### Efter ishockeykarriären
"Sura-Pelle" Pettersson och Lars Eric Lundvalls bensinmack revs 1990, efter 29 års ägande. Macken hade då hunnit bli en samlingsplats för många idrottsintresserade.
1999 introducerades "Sura-Pelle" Pettersson som kläddesigner, speciellt då kalsongdesigner. Hans kalsonger förpackades i ett paket i form av en puck och med texten "Sura-Pelle – kalsongen som klarar ett nedsläpp".  Texten på baksidan löd "Med plats för hela pucken. Skär inte in bakom kassen". Bakom affärsidén stod Anders Eriksson.
Ronald "Sura-Pelle" Petterssons tröja med nummer 14 hänger i taket i Scandinavium, bredvid Lars Eric Lundvalls tröja med nummer 13.

## Meriter
- VM-femma, Västtyskland, 1955
- Olympisk fjärdeplacering, Cortina, Italien 1956
- Världsmästare, Moskva, Sovjet. 1957
- VM-brons, Oslo, Norge, 1958
- VM-femma, Prag, Tjeckoslovakien, 1959
- Olympisk femteplacering, Squaw Valley, USA 1960
- VM-fyra, Genève och Lausanne, Schweiz, 1961
- Världsmästare, Colorado Springs, USA. 1962
- VM-silver, Stockholm, Sverige, 1963
- Olympisk silvermedaljör, Innsbruck, Österrike  1964
- VM-brons, Tammerfors, Finland, 1965
- VM-fyra, Ljubljana, Jugoslavien, 1966
- VM-silver, Wien, Österrike, 1967
- EM-guld 1957, 1962
- EM-silver 1956, 1958, 1963, 1964, 1967
- EM-brons 1955, 1959, 1960, 1961, 1965
- EM-fyra 1966
- SM-guld 1955, 1965
- Svensk vinnare av skytteligan 1958, 1963
- Uttagen i Sveriges All-Star lag 1959, 1960, 1962, 1965, 1966, 1967
- 1 säsong allsvenskan i fotboll
- Stora Grabbars Märke nummer 50
- Invald i Ishockeyns Hall of Fame, 2004

## Klubbar
- Surahammars IF 1951-1955
- Södertälje SK 1955-1960
- Västra Frölunda IF 1960-1968